# Винко Пандуревић
Винко Пандуревић (Јасик, код Сокоца, 25. јун 1959) је генерал-потпуковник Војске Републике Српске у пензији. Током Одбрамбено-отаџбинског рата био је командант Зворничке пјешадијске бригаде у саставу Дринског корпуса ВРС.

## Биографија
Рођен је 1959. године у селу Јасик, од оца Јована и мајке Анђе. Поред њега, родитељи су имали још четворо дјеце. Ожењен је и има троје дјеце. По националности је Србин. Породична крсна слава је Свети Јован Крститељ - Јовањдан (20. јануар).
Основну школу завршио је у Ћаваринама и Соколовићима (1974); Гимназију "Слободан Принцип Сељо" у Сокоцу (1978); Војну академију копнене војске, смјер пјешадија у Београду и Сарајеву (1982); постдипломске студије социологије на Факултету за социологију, политичке науке и новинарство у Љубљани (1989); у септембру 1991. године започео је школовање у Командно-штабној школи Копнене војске Југословенске народне армије, које му је прекинуто због ангажовања у ратним дејствима на простору Хрватске; Школу националне одбране у Београду (1998) и докторске студије социолошких наука на Филозофском факултету Универзитета у Српском Сарајеву (1998). Све школе завршио је одличним успјехом.

## Каријера
Произведен је у чин пјешадијског потпоручника 30. јула 1982, а унапријеђен у чин поручника 1983, капетана 1987, капетана прве класе 1991, мајора 1993. (ванредно), потпуковника 1994. (ванредно), пуковника 1995. (ванредно), генерал-мајора 28. јуна 1997. (ванредно) и у чин генерал-потпуковника 21. марта 2001. године (ванредно).
Обављао дужности: командир вода и чете у Школи резервних официра у Љубљани, командир пјешадијске чете; предсједник омладинске организације у ЈНА у Љубљанском корпусу; помоћник команданта батаљона за политички рад, уједно замјеник команданта батаљона; командант Вишеградске бригаде (уједно начелник Штаба тактичке групе "Вишеград", а касније и командант Тактичке групе); командант Зворничке пјешадијске бригаде (уједно у више наврата командовао је привременим саставима ранга бригаде из Дринског корпуса ангажованим у зонама 1. и 2. Крајишког корпуса ВРС); начелник Оперативног одјељења у Оперативно-наставној управи Главног штаба ВРС у Хан Пијеску; замјеник начелника Генералштаба Војске Републике Српске у Бијељини; начелник Центра за војностратешке студије и истраживања у Генералштабу Војске Републике Српске у Бијељини и савјетник Председника Републике Српске у Бања Луци.
Службовао је у гарнизонима Љубљана, Вишеград, Зворник, Бијељина, Бања Лука и Београд.
Као припадник ЈНА учествовао је у оружаним сукобима на простору бивше СФРЈ и то: у Словенији (Љубљана), Хрватској (на подручју Дубровника и Западне Славоније) и БиХ (на подручју Вишеграда). У Одбрамбено-отаџбинском рату српског народа у БиХ учествовао је од 12. маја 1992. до 14. децембра 1995. године на дужностима команданта Вишеградске, а потом Зворничке бригаде (од децембра 1992. са којом је учествовао у оружаним борбама широм Републике Српске). Као командант бригаде рањен је 28. августа 1992. године, у активним борбеним дејствима на подручју Заглавка (општина Вишеград).
Пензионисан је 7. марта 2002. године. Радио је као виши асистент на предмету "Социологија" на Технолошком факултету у Зворнику, где је изабран у наставничко звање доцента 1998. године.

## После рата
Данас са породицом живи у Београду. Наставио је активно да се бави војним, геостратегијским и геополитичким анализама савремених кретања и односа у свету.
Сарадник је "Фонда Стратешке Културе" невладине организације из Москве, гдје редовно објављује стручне анализе стратегија националне безбједности водећих земаља свијета, са свим реперкусијама на простор Балкана и на положај Србије, Републике Српске и српског народа у цјелини. Активан је члан Клуба генерала и адмирала Србије (члан је Извршног одбора Клуба).

## Хашки трибунал
У априлу 2005. године предао се МКСЈ, који је против њега поднио оптужницу. Хашки Трибунал га је оптужио за злочине на подручју Сребренице и Зворника у јулу 1995. године као команданта Зворничке бригаде и осудио на 13 година затвора "за помагање убистава и прогон" муслимана са подручја Сребренице, а ослобођен је свих других тачака оптужнице, укључујући и оптужбе "за геноцид и конспирацију за почињење геноцида". Одслужио је више од 10 година казне, након чега је ослобођен.

## Одликовања и признања
Одликован у ВРС: 
- Медаља за војне заслуге и
- Медаља Петар Мркоњић.

У служби је оцјењиван највишим службеним оцјенама.

## Дјела
Написао је и одбранио магистарски рад на Факултету за социологију, политичке науке и новинарство у Љубљани на тему "Друштвено еколошка криза и начин производње"; дипломски рад у Школи националне одбране на тему: „Основи војне доктрине Републике Српске” и докторску дисертацију на тему: „Основна социолошка обележја Војске Републике Српске”.
Објавио је више стручних радова у зборницима и часописима: Васељена (Српско Сарајево), Teorija in praksa, Delo, Dnevnik и Mladina (Љубљана), Mariborski vecer (Марибор), Војно дело (Београд), Дефендологија (Бања Лука).
Књиге
- Социјална екологија
- Социологија војске
- Основи доктрине одбране Републике Српске
- Национални интереси као исходиште војне доктрине
- Рат у Босни и Херцеговини и паравојне формације
- Срби у Босни и Херцеговини од декларације до конституције
- Рат у БиХ и стварање ВРС
- Живот се брани истином